# Contea di Ribeira Brava
La contea di Ribeira Brava è una contea di Capo Verde, situata sull'isola di São Nicolau, con 7 580 abitanti al censimento del 2010.
È stata istituita nel 2005, insieme alla contea di Tarrafal de São Nicolau, per scissione dalla defunta contea di São Nicolau. Prende il nome dal suo capoluogo, Ribeira Brava.